# HD 125612
HD 125612 ist ein 177 Lichtjahre von der Erde entfernter Gelber Zwerg mit einer Rektaszension von 14h 20m 54s und einer Deklination von −17° 28' 53". Er besitzt eine scheinbare Helligkeit von 8,31 mag. Im Jahre 2007 entdeckte Debra Fischer einen extrasolaren Planeten, der diesen Stern umkreist. Dieser trägt den Namen HD 125612 b.